# Joseph Martin Madeleine Ferrière
Ne doit pas être confondu avec Jacques Ferrière.
Pour les articles homonymes, voir Ferrière.
Joseph (ou Jacques) Martin Madeleine Ferrière, né le 3 février 1771 à Paris, mort le 16 octobre 1813 à Wachau, est un général français de la révolution et de l’Empire.

## États de service
Il entre en service comme volontaire dans la marine du port de Brest le 1er novembre 1783, il est embarqué sur la corvette « l’Amitié » commandée par le capitaine Tiphaine. Il obtient son congé le 28 décembre 1795.
En 1791, il devient sous-lieutenant d’infanterie au 10e bataillon de volontaires de Paris, et le 12 mars 1792, il passe dans la compagnie de canonniers de ce bataillon, et il rejoint l’armée du Nord. Il est nommé lieutenant quartier-maitre trésorier le 15 janvier 1793, puis capitaine le 11 germinal an II (31 mars 1794) à la 21e demi-brigade d'infanterie légère de première formation. Il participe à la campagne de l’an IV, à l’Armée de Sambre-et-Meuse, il se trouve au camp de Maulde et de Famars, aux affaires de Quiévrain et de Mons, au blocus de Maubeuge, aux combats du Quesnoy, de Landrecies, et de Valenciennes. Il est blessé d’un coup de feu le 11 floréal an III (30 avril 1795), pendant le siège de Luxembourg.
Le 17 messidor an V (5 juillet 1797), il est affecté à l’armée d'Italie comme capitaine adjoint à l’état-major, puis il rejoint le 7e régiment bis de hussards, par changement d’arme, la même année. Le 22 fructidor an V (8 septembre 1797), il prend les fonctions d’aide de camp du général de division Casabianca, et en l’an VI, il l’accompagne en Ligurie pour organiser les troupes de cette nation sur le modèle français. Le 6 pluviôse an VIII (26 janvier 1800), il rejoint le cabinet topographique du  Ministère de la Guerre. 
Le 20 fructidor an VIII (7 septembre 1800), il est affecté comme aide de camp du général de division Grouchy. Il participe à la Bataille de Hohenlinden le 12 frimaire an IX (3 décembre 1800), il est nommé chef d’escadron provisoire sur le champ de bataille, son grade est confirmé le 26 prairial an IX (15 juin 1801). En l’an X, il retourne en Italie avec Grouchy, pour accompagner de Paris à Florence le roi d’Étrurie et sa famille, ensuite et pendant deux ans, il accompagne son général dans ses inspections des régiments de cavalerie. Au début de l’an XII,  il remplit les fonctions de chef d’état-major de la division de cavalerie du camp de Bayonne Il est fait chevalier de la Légion d’honneur le 25 prairial an XII (14 juin 1804). 
En l’an XIII, il est envoyé au Helder pour présider à l’embarquement et au débarquement des troupes. À la reprise des hostilités, il est attaché comme chef d’état-major divisionnaire auprès du corps des troupes françaises en Hollande, et il est nommé colonel le 5 novembre 1806, dans l’armée hollandaise, avec laquelle il fait le siège de Hameln (en). Le 7 janvier 1807, il est fait chevalier de l’ordre royal de Hollande, et il est promu brigadier le 16 mai 1808, commandant les camps du Helder. Le 8 juin 1809, il devient aide de camp du roi de Hollande, et il reçoit le brevet de  général-major le 1er août 1809. Il tient les fonctions de chef d’état-major de l’armée commandée par Louis, qui marche pour couvrir Anvers et Berg-op-Zoom, menacé par les Anglais, et le 19 décembre 1809, il prend le commandement des troupes dans l’ île de Schouwen. 
Le 1er juillet 1810, le duc de Reggio lui confie le commandement d’une brigade de la division Dessaix. 
Il est autorisé à rentrer au service de la France par décret du 11 novembre 1810, avec le grade de général de brigade. En 1811, il est affecté à l’armée d’Italie, et le 1er avril 1812, il est fait chevalier de l’Ordre de l'Union, et il prend le commandement de la 12e brigade de cavalerie légère. Il entre en Lituanie avec le 4e corps de la Grande Armée et il obtient le gouvernement militaire de la province de Białystok, où avec fort peu de troupes, il tient tête à des forces considérables. Le 4 août 1812, avec 65 fantassins et 33 cavaliers, il repousse un corps de 800 chevaux ennemis, le 13 octobre et le 8 novembre, il s’embusque dans un bois avec 300 hommes et il fait rebrousser chemin à une colonne de 1 300 Russes, mais il est forcé de battre lui-même en retraite devant le gros de l’armée ennemie. 
Il quitte Białystok le 24 décembre 1812, pour rejoindre Varsovie, dont il prend le commandement en janvier 1813. Le 10 mars 1813, il est attaché au 2e corps de la Grande Armée sous le duc de Bellune, et le 16 octobre 1813, il est tué par un boulet dans le village de Wachau en avant de Leipzig.
La batterie du Calvaire, appartenant à la place fortifiée de Besançon, porte son nom.